# Mythes et Légendes : Epok V
Albums de Magma
Félicité Thösz
(2012) Rïah Sahïltaahk
(2014)
Mythes et Légendes : Epok V est le cinquième volume d'une série de vidéos du groupe français de rock progressif Magma. Il a été enregistré en 2011 en public au Triton (situé aux Lilas, près de Paris) par Francis Linon. Il est paru en 2013 sur le label Seventh Records.

## Contexte
Présenté en digipack noir frappé du sigle de Magma, ce DVD vient s'ajouter aux quatre DVD enregistrés en 2005 au Triton.

## Contenu
Ce cinquième volume contient des morceaux qui n'avaient pas été joués au Triton en 2005. Le premier morceau, intitulé Attahk, est en fait Rétrovision (de l'album Retrospektïẁ III de 1981). Rïah Sahïltaahk est issu de 1001° centigrades de 1971. Dondaï et Maahnt proviennent de l'album Attahk de 1978. Félicité Thösz provient de l'album Félicité Thösz datant de 2012. Slag Tanz est un titre inédit alors, ayant fait l'objet d'une publication en 2015 en tant qu'album studio de Magma.

## Liste des titres
1. Attahk (Rétrovision) (20:27) (1981)
2. Rïah Sahïltaahk (23:19) (1971)
3. Dondaï (9:08) (1978)
4. Félicité Thösz (30:52) (2012)
5. Slag Tanz (17:15) [2013]
6. Maahnt (8:44) (1978)

## Musiciens
- Christian Vander : batterie, chant
- Philippe Bussonnet : basse
- James Mac Gaw : guitare
- Hervé Aknin : chant, percussions
- Stella Vander : chant, percussions
- Isabelle Feuillebois : chant, percussions
- Bruno Ruder : piano Fender
- Benoît Alziary : vibraphone